# (100436) 1996 NN1
(100436) 1996 NN1 es un asteroide perteneciente al cinturón de asteroides, descubierto el 15 de julio de 1996 por el equipo del Near Earth Asteroid Tracking desde el Observatorio de Haleakala, Hawái, Estados Unidos.

## Designación y nombre
Designado provisionalmente como 1996 NN1 .

## Características orbitales
1996 NN1 está situado a una distancia media del Sol de 2,237 ua, pudiendo alejarse hasta 2,715 ua y acercarse hasta 1,759 ua. Su excentricidad es 0,213 y la inclinación orbital 23,06 grados. Emplea 1222 días en completar una órbita alrededor del Sol.

## Características físicas
La magnitud absoluta de 1996 NN1 es 15,6.